# Farkhana (kommun)
Farkhana (arabiska: فرخانة) var till 2009 en landskommun i Marocko, som sedan dess ingår i staden Bni Ansar. Den låg i provinsen Nador och regionen Oriental, 400 km öster om huvudstaden Rabat. Antalet invånare var 20 433 vid folkräkningen 2004.